# 丁仁 (洪武進士)
丁仁（？—？），山東東平州人，明朝政治人物、進士出身。

## 生平
洪武十七年，山东乡试中举。洪武二十四年（1391年），登辛未科殿試三甲第六名。官至吏部侍郎。